# پل بلکتورن
پل بلکتورن (به انگلیسی: Paul Blackthorne) (زاده ۵ مارس ۱۹۶۹) بازیگر انگلیسی است.
از فیلم‌های معروف او می‌توان به بازی در مجموعه تلویزیونی پیکان اشاره کرد.

## فیلم ها
ُسریال:
- بیست و چهار ۱۰ اپیزود
- شهر هالبی ۱۱ اپیزود
- ای آر ۵ اپیزود
- سی‌اس‌آی 1 اپیزود، "Trends with Benefits"
- مانک 1 اپیزود، "Mr. Monk and the Leper"
- یقه سفید ۲ اپیزود
- انبار ۱۳ 1 اپیزود، "Secret Santa"
- مهره سوخته 1 اپیزود , "Long Way Back"
- فلش 1 اپیزود , "Who is Harrison Wells?"
- افسانه‌های فردا 1 اپیزود , "Last Refuge"

فیلم :
- باج؛ روزی روزگاری در هند در نقش کاپیتان اندرو راسل
- احمق و احمق‌تر ۲ در نقش دکتر اورژانس